# Jhinjhāna
Jhinjhāna är en ort i Indien.   Den ligger i distriktet Muzaffarnagar och delstaten Uttar Pradesh, i den norra delen av landet, 100 km norr om huvudstaden New Delhi. Jhinjhāna ligger 255 meter över havet och antalet invånare är 19 711.
Terrängen runt Jhinjhāna är mycket platt. Runt Jhinjhāna är det tätbefolkat, med 913 invånare per kvadratkilometer. Närmaste större samhälle är Shamli, 11,4 km sydost om Jhinjhāna. Trakten runt Jhinjhāna består till största delen av jordbruksmark.